# Hondenhok

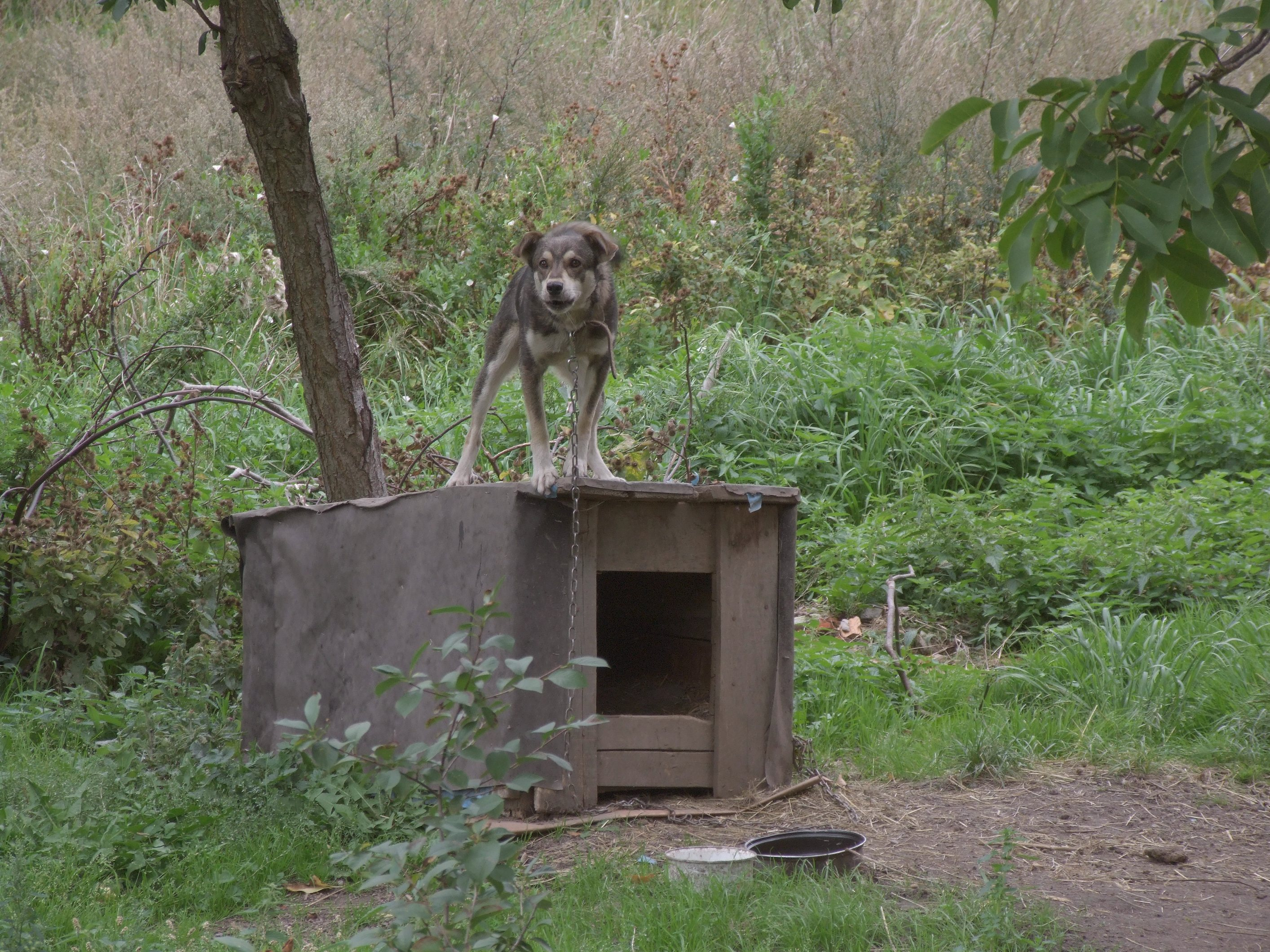
Kettinghond op zijn hok op het Poolse platteland

Een hondenhok is een permanente verblijfplaats voor een hond in de vorm van een klein overdekt gebouwtje, vaak vervaardigd van hout, dat beschutting geeft tegen koude en neerslag.
Een hondenhok kan, behalve van hout, ook vervaardigd zijn van kunststof en/of metaal en is bedoeld om honden een veilige plaats te bieden buitenshuis. Een hond heeft toegang tot een hondenhok vanaf het erf of leefgebied en kan wel of niet binnenshuis verkeren.
Hondenhokken worden vaak gebruikt in landbouwgebieden waar de hond een waakfunctie heeft voor het terrein rondom de boerderij.